# Mała Rogata Szczerbina
Mała Rogata Szczerbina (słow. Malá Rohatá štrbina) – przełączka w Wołowym Grzbiecie w Tatrach Wysokich pomiędzy Małym Wołowym Rogiem (ok. 2360 m) na zachodzie a Rogatą Granią na wschodzie. Znajduje się w grani głównej Tatr na granicy polsko-słowackiej. Jest jedną z dwóch ważnych przełączek między Wschodnim Wołowym Rogiem a Rogatą Granią. Druga z przełączek to Wołowy Przechód. Nazwę tej przełączce nadał Władysław Cywiński w 10 tomie przewodnika Tatry.
Mała Rogata Szczerbina znajduje się mniej więcej w połowie grani pomiędzy Hińczową Turnią a Wołową Turnią. Nie jest rozpoznawalna od strony Doliny Mięguszowieckiej – natomiast od strony Doliny Rybiego Potoku cechuje ją charakterystyczny kształt – jest widoczna jako głębokie wcięcie z sąsiadującą po jego prawej stronie ostrą turniczką. W kierunku północno-wschodnim spada z przełęczy wąski żlebek, około 70 m poniżej przełączki przecinający Zachód Grońskiego. Poniżej zachodu żleb ten zamienia się w ogromne żlebisko zwane Kominem Węgrzynowicza.
Mała Rogata Szczerbina nie ma znaczenia taternickiego ani turystycznego. Przez cały rok najłatwiejsza droga prowadzi na nią z Doliny Mięguszowieckiej.

## Taternictwo
Pierwsze wejściePierwszego wejścia na Małą Rogatą Szczerbinę dokonali Katherine Bröske i Simon Häberlein 11 września 1905 r. podczas przejścia grani Wołowego Grzbietu
Drogi wspinaczkowe
1. Północno-wschodnim żlebem; IV w skali UIAA, czas przejścia 4 godz.,
2. Od południowego zachodu; 0, czas przejścia z Wołowcowej Równi 20 min[2].

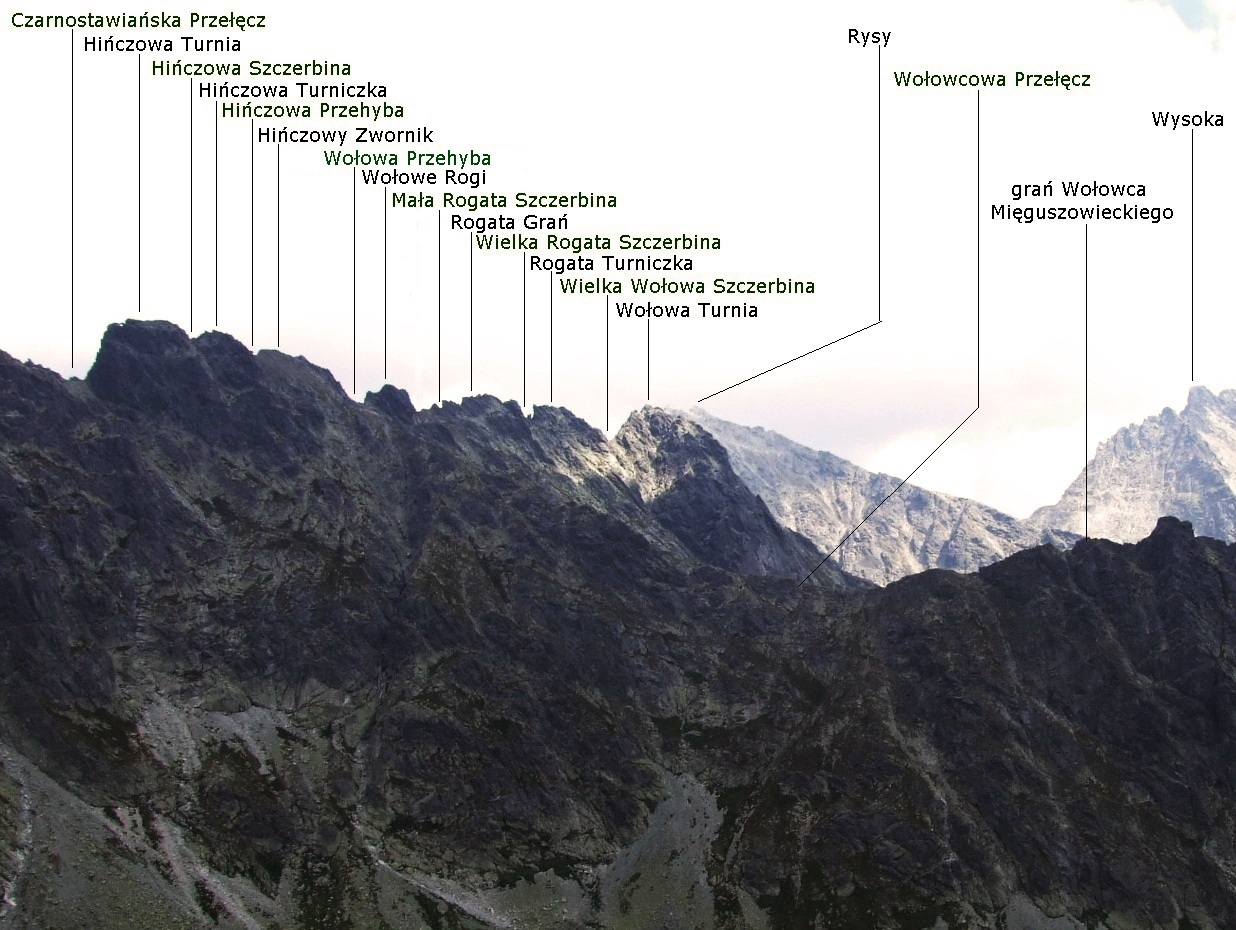
Mała Rogata Szczerbina – widok z Wyżniej Koprowej Przełęczy
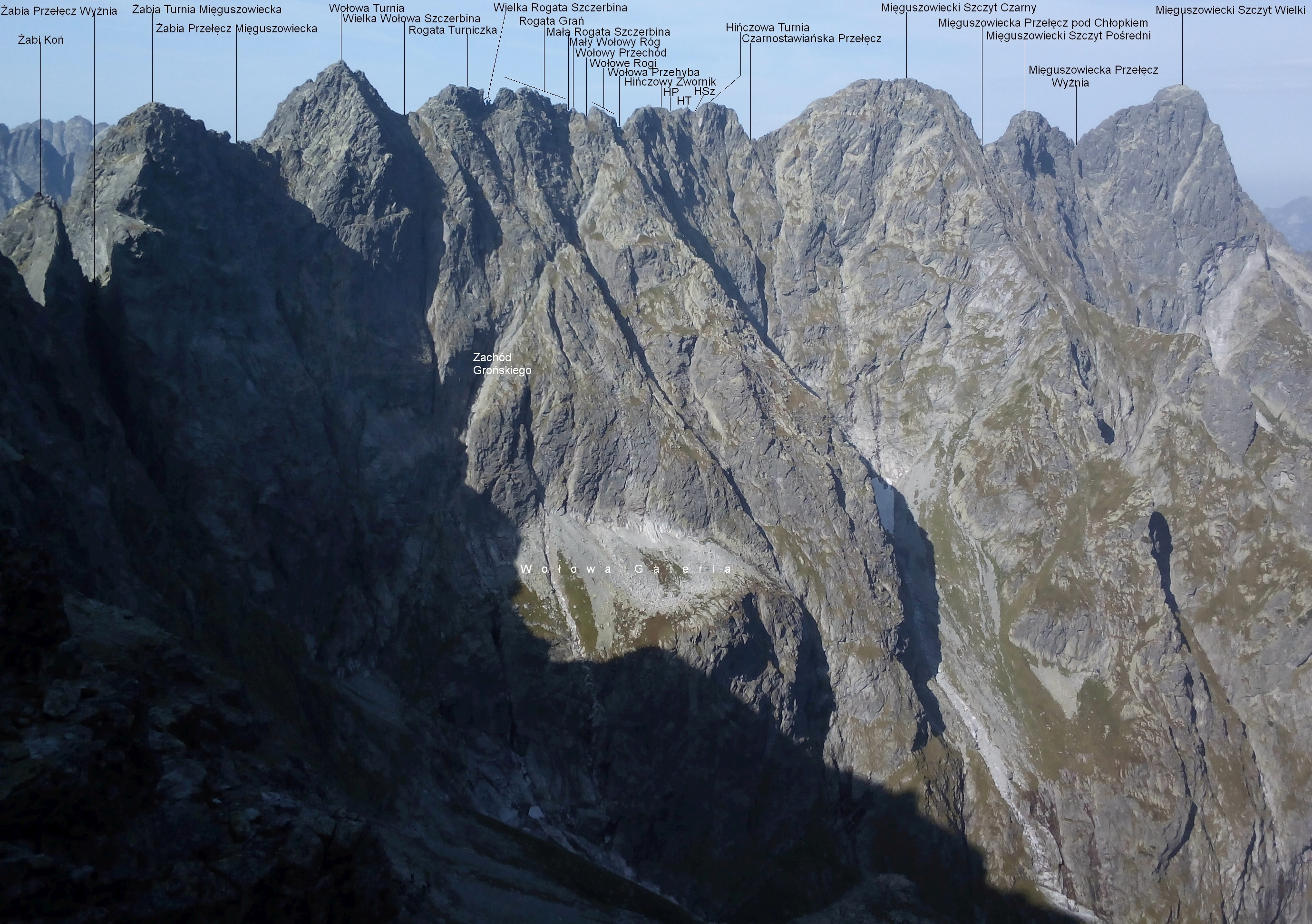
Widok z Rysów